# Europa-Forum Wachau

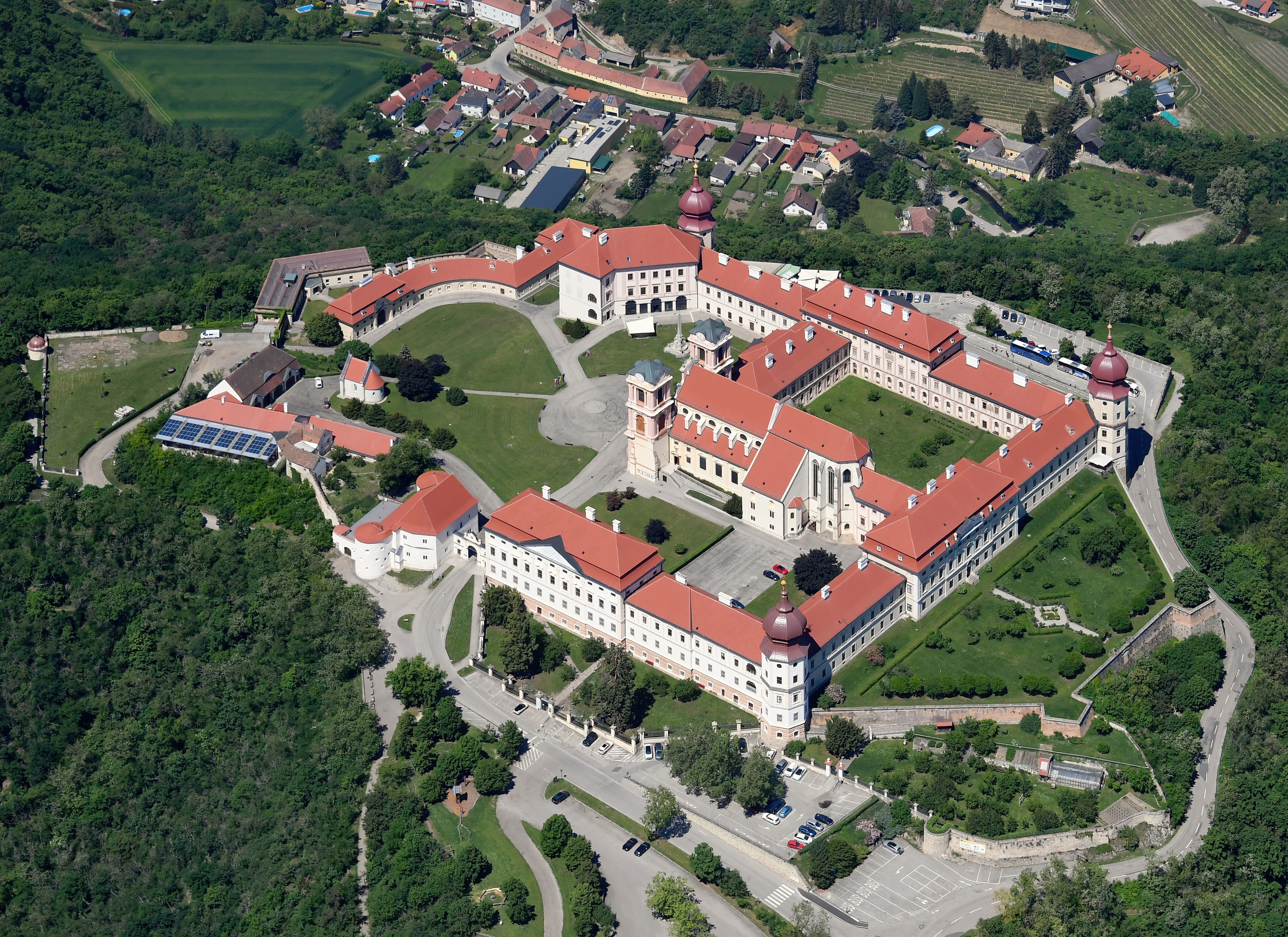
Tagungsort ist das Stift Göttweig in Niederösterreich

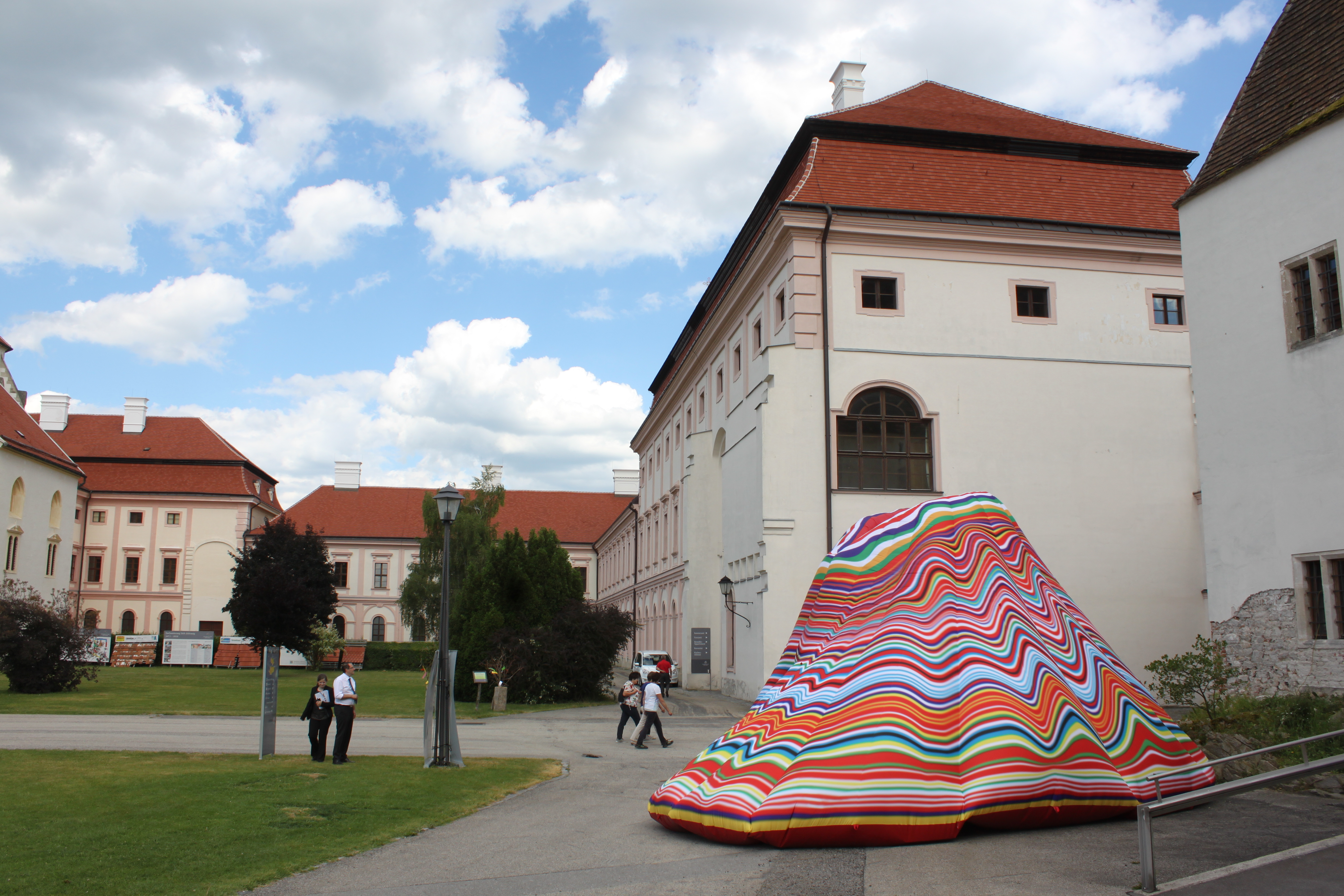
Der europäische Vulkan Amikejo der Künstlerin Valeska Peschke, ein Kunstprojekt der Donau-Universität Krems, gefördert vom Land Niederösterreich, beim Europa-Forum Wachau 2017

Das Europa-Forum Wachau ist ein 1995 eingeführtes europapolitisches Forum im Stift Göttweig in Furth bei Göttweig im Bezirk Krems-Land in Niederösterreich. Veranstaltet wird es vom Verein Europa-Forum Wachau unter dessen Präsidenten Martin Eichtinger und der Geschäftsführerin Theresa Edtstadler. Das 25. Europa-Forum Wachau war aufgrund der COVID-19-Pandemie auf 2021 verschoben worden; das 27. EFW wurde im Juni 2023 abgehalten, im Laufe des Jahres auch ein Forderungspapier übergeben. Das 28. Europa-Forum Wachau wird in der Zeit vom 20. bis 22. Juni 2024 stattfinden.

## Gründung und Organisation
Ins Leben gerufen wurde die Veranstaltung im Jahr 1995 mit dem Außenminister Alois Mock und dem Landeshauptmann Erwin Pröll im Beitrittsjahr Österreichs zur Europäischen Union mit der Idee die Bürgernähe zu Europa zu stärken und als Impulsgeber und Diskussionsplattform für europapolitische Entscheidungen und deren Erweiterung zu dienen. Veranstaltet wird es vom Verein Europa-Forum Wachau, Kooperationspartner sind u. a. das Bundesministerium für Europa, Integration und Äußeres und das Amt der NÖ Landesregierung. Schwerpunkt der Themen ist die regionalpolitische Weiterentwicklung des Donauraumes. Besonderes Augenmerk wird auf die sicherheitspolitischen, regionalen, wirtschaftlichen und kulturellen Entwicklungen geworfen. Der österreichische Publizist Paul Lendvai moderiert bereits seit dem ersten Europa-Forum 1995 die Diskussionsrunden.
Das seit 1995 jährlich stattfindende Symposium Europa-Forum Wachau wurde mit dem Ziel gegründet, den Europa-Gedanken zu intensivieren. Grund dafür war auch der Beitritt Österreichs zur Europäischen Union nach der Volksabstimmung am 12. Juni 1994. Der Veranstaltungsort, Stift Göttweig in der Wachau, wurde bewusst gewählt, um einerseits die europapolitische Bedeutung des Christentums und andererseits die Wichtigkeit der Bürgernähe zu betonen.
Die Veranstaltung wurde im Jahr 2019 von 2 auf 3 Tage verlängert. Das Europa Forum Wachau sollte zu einem internationalen Gipfeltreffen der europäischen Zukunft werden. Hierfür wurden auch Bürger mehr direkt in den politischen Diskurs mit einbezogen und somit sollte die Veranstaltung interaktiver und mehr am Puls der Zeit liegen. Die Bürger sollen in Zukunft miteinander und füreinander ein gemeinsames Europa mit gestalten. Hierzu sollten vorwiegend die neuen Salons, die stärkere Einbindung der Jugend, die Digitalisierung, sowie die Verfolgung sogenannter Megatrends beitragen.
2022 wurde von der Universität für Weiterbildung Krems und dem Europa-Forum Wachau erstmals der Prof. Paul Lendvai-Preis verliehen, erster Preisträger war Christoph Zotter von der Tageszeitung Die Presse.

## Salons
Mit der Neuorientierung des EFW 2019 wurde das Konzept der sogenannten Salons eingeführt. In verschiedenen Städten in Niederösterreich kommen Experten und Interessierte im Rahmen von sechs sogenannten Salons zusammen, um über aktuelle Thematiken zu diskutieren. Dieses neue Konzept wurde eingeführt, um die Meinung der Bürger zu aktuellen europapolitischen Themengebieten einzuholen. Dadurch wurde ein stärkerer Fokus auf die Stimmungsbilder der Bürger gelegt, die anschließend im Fokus diskutiert wurden.

## Megatrends
Zum neuen Konzept gehörte auch die Einführung des Fokus auf die sogenannten Megatrends. Jeder Salon konzentrierte sich auf einen spezifischen Megatrend, welcher ein aktuelles Thema oder eine Entwicklung der Gesellschaft aufgreift. Auf diese Art will der Verein sich mit den Megatrends vertraut machen und sich intensiver mit ihnen beschäftigen. Am Forum wird dann der Überbegriff des Megatrends in seinen Unterpunkten gemäß den Ergebnissen der Salons weiter vertieft. Im Jahr 2019 waren diese Megatrends Konnektivität und Gesundheit.

## Geschichte
1995–2004
Sechs Jahre nach dem Fall des Eisernen Vorhangs und der Wiedervereinigung Europas fand die erste Diskussionsveranstaltung des Europa-Forum Wachau im Jahr 1995 im Benediktinerstift Göttweig statt. Präsent in den ersten zehn Jahren waren Landeshauptmann Erwin Pröll und ehemaliger Bundeskanzler Wolfgang Schüssel. Diese nahmen von 1995 bis 2004 auch jedes Jahr teil. Ziel des Forums ist es, einen Beitrag zum europäischen Einigungsprozesses zu leisten.
Durch die Erweiterung der Europäischen Union um zehn weitere Mitgliedsländer im Jahr 2004 rückte Niederösterreich, sowohl politisch als auch geographisch, ins Zentrum der EU. Der schrittweise Abbau von Grenzen zu den Nachbarländern wie Tschechien und der Slowakei wurde möglich. Deshalb veranstaltete das Land Niederösterreich am 1. Mai 2004 einen „Drei-Länder-Tag“ mit seinen Nachbarn. Die neue „Europäische Union der 25“ war Hauptthema des in diesem Jahr zum zehnten Mal stattfindenden Europa-Forums.
2013

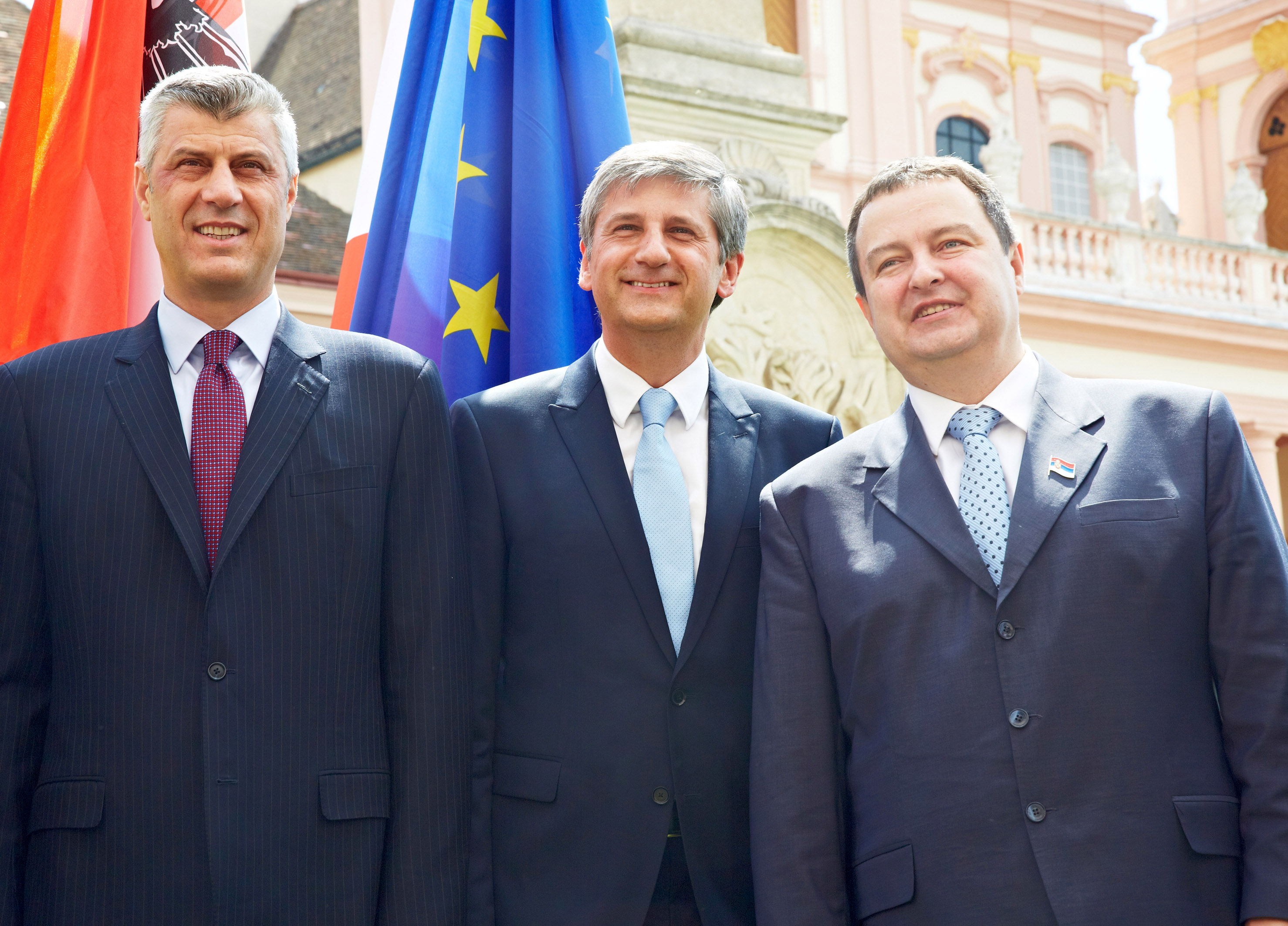
Außenminister Michael Spindelegger (Mitte) mit den Ministerpräsidenten Ivica Dacic (Serbien), im Bild links, und Hashim Thaci (Kosovo), im Bild rechts.

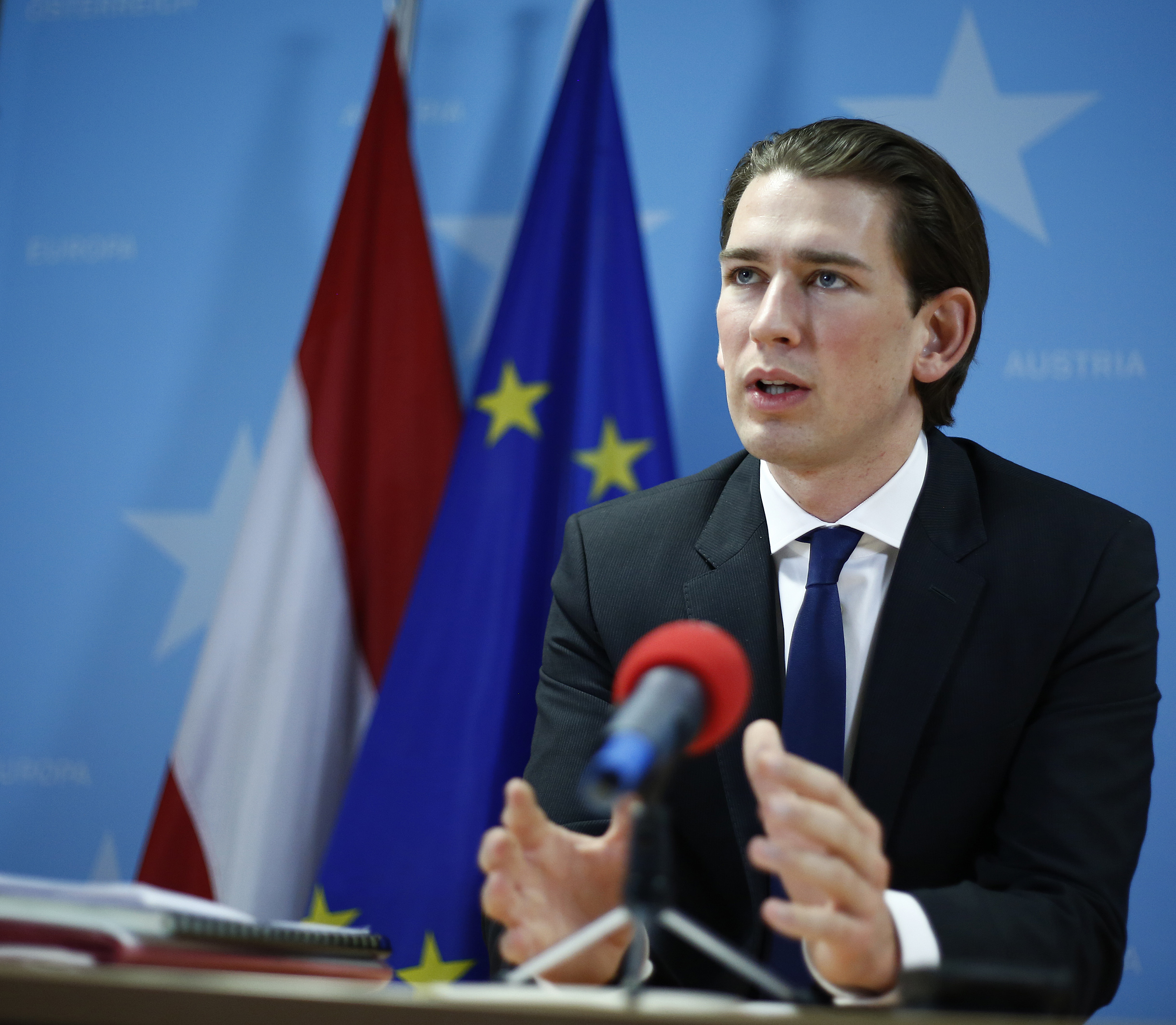
Bundeskanzler Sebastian Kurz

Das Europa-Forum Wachau fand am 15. und 16. Juni 2013 statt und handelte von der damaligen Krisensituation in den EU-Staaten. Mit dem Motto „Jenseits der Krise – Umrisse eines neuen Europas“ wurde eine Diskussion zwischen mehreren Politikern aus den Balkan-Staaten, der EU und Österreich eröffnet. Besonders wichtig für das damalige Europa-Forum war das heikle Treffen der beiden Regierungschefs von Serbien und Kosovo. Außenminister Michael Spindelegger war für das Zusammentreffen von Ivica Dacic und Hashim Thaci verantwortlich und machte mit ihnen einen großen Schritt in Richtung EU.
Dazu waren Miguel Herz-Kestranek, Erwin Pröll, Johannes Hahn und Valdis Dombrovskis als Ehrengäste anwesend und hielten am Samstag ihre Reden.
2014
Am 17. und 18. Mai 2014 fand das Europa-Forum Wachau unter dem Motto „Demokratie in Europa – Wir haben die Wahl“ statt. Im Mittelpunkt der Diskussion stand im Jahr 2014 vor allem der Konflikt der Ukraine mit Russland und die Frage der europäischen Sicherheitspolitik.
Wiederum konnten namhafte Gäste, so auch Erwin Pröll, Alfred Gusenbauer, Sebastian Kurz, Johannes Hahn und Michael Spindelegger gewonnen werden. Der serbische Premierminister Aleksandar Vučić musste seinen angekündigten Besuch beim Europaforum aufgrund der Hochwasserkatastrophe in Serbien kurzfristig absagen. Er wurde durch den serbischen Botschafter Pero Janković vertreten.
2015

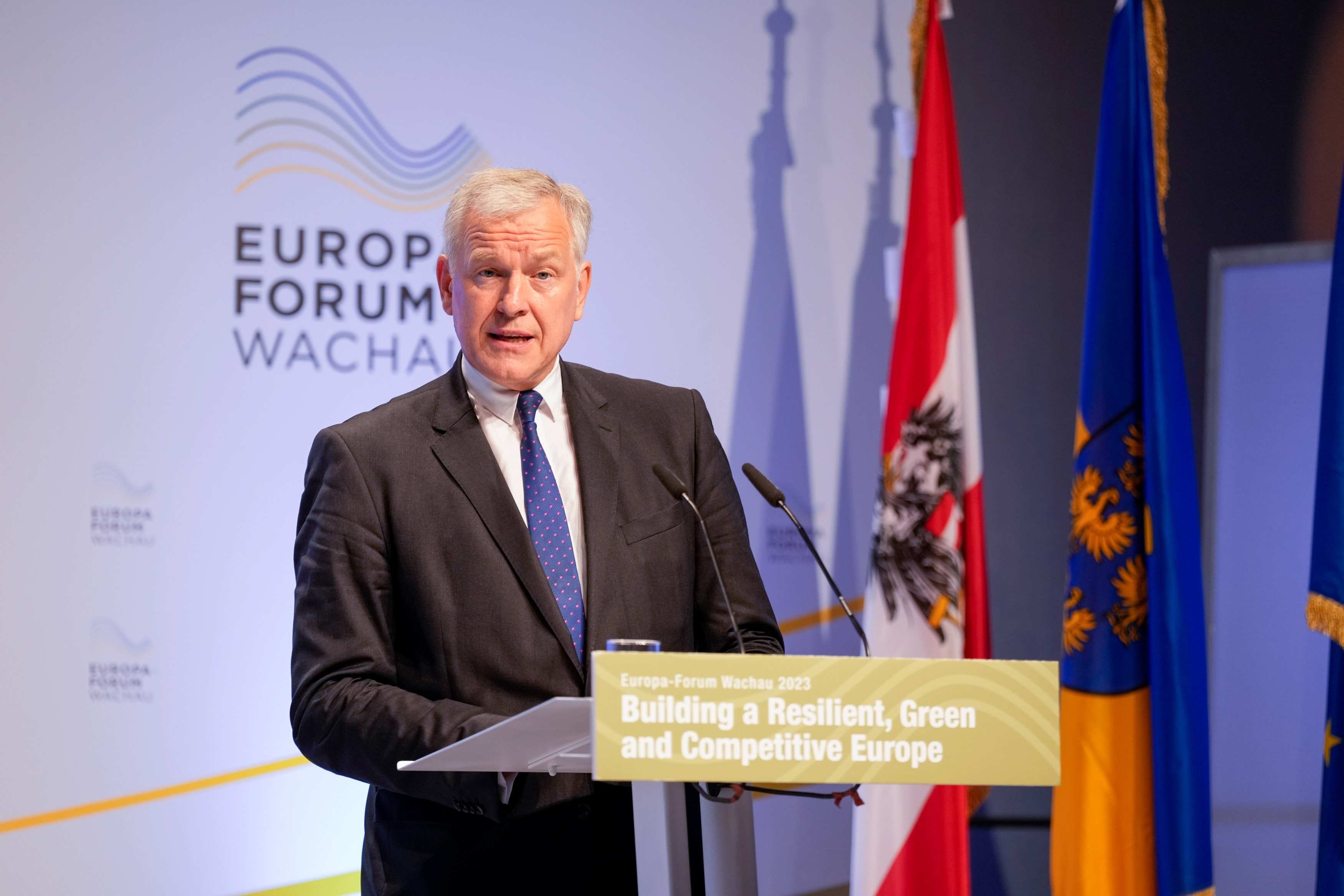
Präsident des Europa-Forum Wachau Martin Eichtinger

Das Thema des 20. Europa-Forums lautete "Stößt Europa an seine Grenzen? Zur Rolle Europas in der Welt".
Zu den wichtigsten Referenten der Veranstaltung zählten die georgische Verteidigungsministerin Tinatin Khidasheli, EU-Kommissar Johannes Hahn, der serbische Premierminister Aleksandar Vučić und Reinhold Mitterlehner.
Am Ende der Veranstaltung verlieh Erwin Pröll Paul Lendvai die "Ehrenstatuette Heiliger Leopold", als Dank für seine, von Beginn an durchgeführten Moderationen der Veranstaltungen. Außerdem wurde im Rahmen dieser Veranstaltung das erste Mal der Europa-Staatspreis verliehen.
2016
Im Jahr 2016 fand das Europa-Forum Wachau vom 11. bis 12. Juni statt. Gewählt wurde diesmal der Titel "Europa - In Wohlstand geeint, in Krisen gespalten". Auch dieses Mal moderierte Paul Lendvai. Diskutiert wurde unter anderem die Flüchtlingskrise, Gefahr von Nationalismus und Populismus und Europas Rolle in der Wirtschaft. Eingeladen waren Persönlichkeiten aus Politik, Wirtschaft, Kultur und Medien, wie zum Beispiel der österreichische Außenminister Sebastian Kurz, Landeshauptmann Erwin Pröll, der bulgarische Außenminister Daniel Mitow und viele andere.
2017
Das Europa-Forum 2017 stand unter dem Motto Bürgernähe in Europa. Die vier Arbeitskreise hatten die Thematik
- Sicherheit: „Die EU Globalstrategie: wie kann sie der EU helfen, für ihre Sicherheit zu sorgen?“
- Regional: „Europa der Vielfalt und Subsidiarität: Entscheidungsfindungen effizient und bürgernah!“
- Wirtschaft: „Zwischen Asien und USA: wie kann Europa wettbewerbsfähig bleiben?“
- Kultur: „Alles Kultur? Migration, Demokratie und Rechtsstaatlichkeit im Spannungsverhältnis“[21].

2018
Am 15. und 16. Juni 2018 fand das 23. Europa-Forum unter dem Generalthema „Doing less more efficiently!“ – Fokus auf das Wesentliche als Leitthema der Zukunft statt. Es gab drei Arbeitskreise mit folgenden Themen:
- Europawerkstatt – Bürgerinnen und Bürger gestalten Europa
- Ein besseres Europa im Zeichen eines geringeren Haushalts – wie geht das?
- Österreichischer EU-Ratsvorsitz 2018: Europa vor großen Weichenstellungen

Die Podiumsdiskussionen drehten sich um ein schützendes Europa, Stabilität und Migration mit besonderem Fokus auf den Balkan und Südosteuropa. Zu den Vortragenden und Gästen zählten mitunter Johanna Mikl-Leitner, Landeshauptfrau von Niederösterreich, Bundeskanzler Sebastian Kurz und Lilyana Pavlova, Ministerin für die Bulgarische Präsidentschaft im Rat der Europäischen Union. Durch das Programm führte wie gewohnt Paul Lendvai.
2019

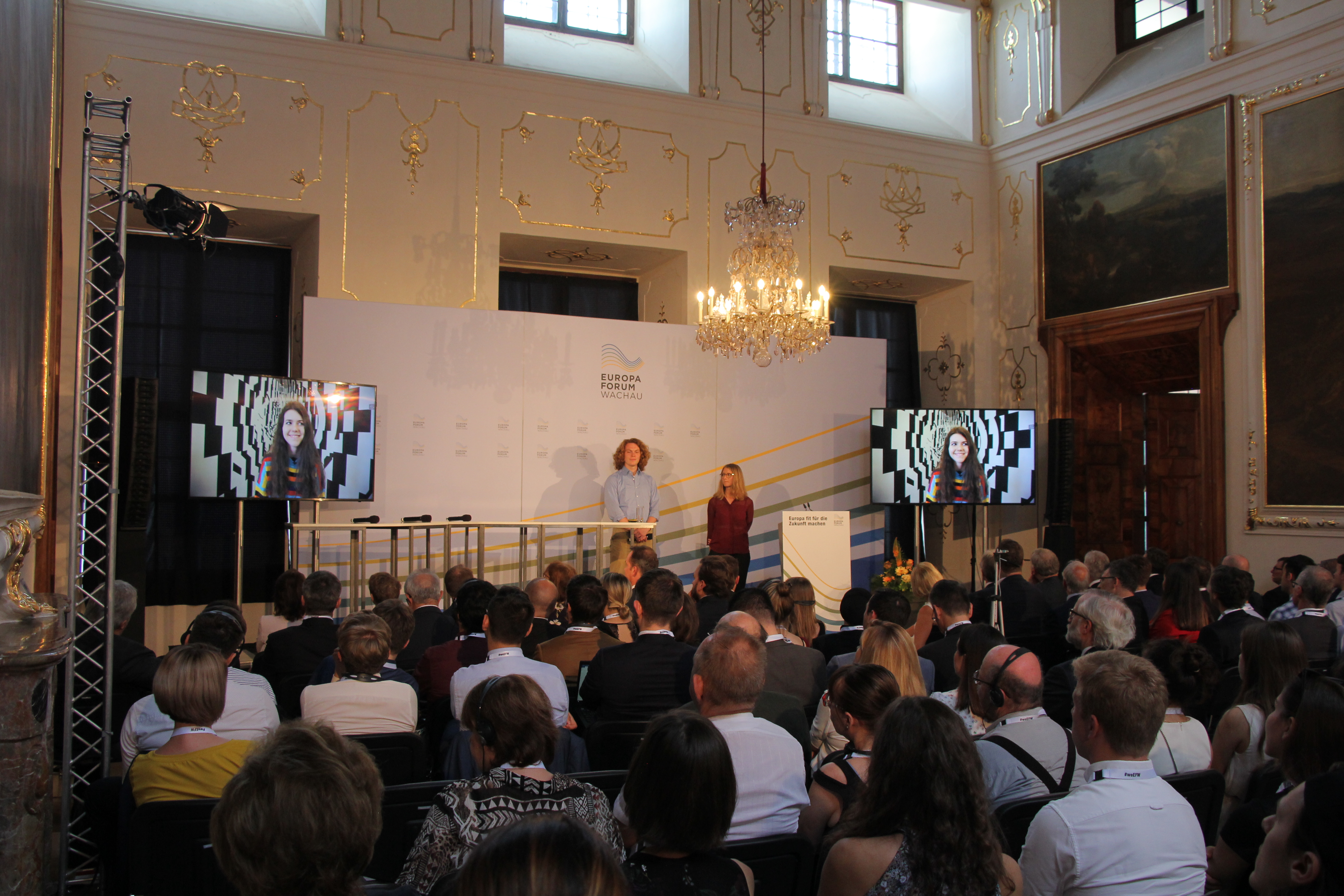
Europa-Forum Wachau 2019

Vom 13. bis 15. Juni 2019 fand das 24. Europa-Forum im geistlichen Zentrum Stift Göttweig in der Wachau statt. Die ganze Veranstaltung richtete sich nach dem Motto Europa fit für die Zukunft machen.
Das Forum bot eine Plattform der Vernetzung und des Austauschs zwischen hochrangigen Politikern der EU, um Themen wie die Aufnahme der Balkan-Staaten in der EU, die wirtschaftliche Entwicklung und das zukünftige gemeinsame Vorgehen in Migrations- und Handelspolitik zu diskutieren, die Perspektiven und Meinungen von Bürgern miteinbeziehen und das allgemeine Bewusstsein für ein starkes und geeintes Europa zu festigen.
Zu den Gästen des Europa-Forums Wachau 2019 zählten Persönlichkeiten aus Politik, Wirtschaft und Kultur wie die damals amtierende Bundeskanzlerin Brigitte Bierlein, Außenminister Alexander Schallenberg, EU-Kommissar Johannes Hahn, Landeshauptfrau Johanna Mikl-Leitner, der Präsident des Europäischen Parlaments Antonio Tajani, der nordmazedonische Ministerpräsident Zoran Zajev, WKO-Präsident Harald Mahrer, Autor Marc Elsberg sowie Zukunftsforscher Matthias Horx.
Salons im Prozess der Vorbereitung zum EFW'19:
1. Salon – Stift Klosterneuburg (9. Oktober 2018): Der erste Salon beschäftigte sich mit den Auswirkungen der Digitalisierung auf die politische Situation unter der Leitung der ORF-Moderatorin Bettina Prendergast. Hierfür kamen 200 Gäste zusammen um über das Thema Technologisierung: Fluch oder Segen für die Demokratie? zu diskutieren. Zu den Anwesenden zählten Fritz Jergitsch (Gründer die Tagespresse), Thomas Lampoltshammer (E-Governance-Experte der Donau-Universität Krems) und Krzysztof Pietrzak (Kryptographieexperte der Institute of Science and Technology Austria)
2. Salon – Perchtoldsdorf (21. Januar 2019): Das Thema dieses Salons war die Zukunft der europäischen Idee, geprägt von dem Brexit-Beschluss und dessen Konsequenzen für Großbritannien und Europa. Zu den Gästen zählten Landesrat Martin Eichtinger, Angus Robertso (ehemaliger Fraktionsvorsitzender der Scottish National Party (SNP) im britischen Parlament) Gerda Füricht-Fiegl (Lehrgangsleitung politische Kommunikation, Donau-Uni Krems) Regina Kothmayr (Leiterin institutionelle EU-Angelegenheiten, Bundeskanzleramt) Cornelia Primosch (ORF-Korrespondentin London (Videobotschaft)) und Rainer Nowak (Chefredakteur und Herausgeber der Tageszeitung „Die Presse“).
3. Salon – Casino Baden (12. März 2019): Im März 2019 fand der dritte Salon in Baden statt unter dem Motto „Branding: Die Macht der Marke“. Die Möglichkeiten einer erfolgreichen europäischen Marke und deren mögliche Einflüsse auf die europäische Entwicklung in Bezug auf Wirtschaft, Tourismus und Gesellschaft wurden hier diskutiert. Auch hier kamen wieder nennenswerte Gäste unter anderem Petra Bohuslav (Landesrätin für Wirtschaft, Tourismus und Sport), Stefan Szirucsek (Bürgermeister der Stadt Baden), Bettina Glatz-Kremsner (Vorstandsdirektorin Casinos Austria und Österreichische Lotterien), Gertraud Schrattenecker (Donau-Universität Krems: Kompetenzbereich Marketing), Petra Stolba (Geschäftsführerin Österreich), Gerhard Schilling (Geschäftsführer Almdudler).
4. Salon – IMC Krems (7. Mai 2019): Im vierten Salon wurden die Themen Künstliche Intelligenz und Robotik angesprochen, deren Auswirkungen auf die Arbeitswelt und die Entwicklung der Arbeitsweise. Hierfür arbeitete der Salon mit der Industriellenvereinigung Niederösterreich zusammen, darunter waren folgende Gäste zu finden Michael Altrichter (Aufsichtsratsvorsitzender startup300), Thomas Salzer (Präsident IV NÖ), Gerald Steiner (Dekan Donau-Universität Krems), Bettina Paar (Leiterin Personalentwicklung Flughafen Wien).
5. Salon – Waidhofen a. d. Thaya (13. Mai 2019): Das Europaforum hat in Waidhofen a.d. Thaya dazu eingeladen, über den Megatrend 'Regionalität' in Hinblick auf Reichweite und Potential zu diskutieren. Dazu wurden auch noch die Chancen und Risiken für die Region im globalen Wettbewerb analysiert. Hierfür waren folgende Gäste anwesend Karl Theodor Trojan (Braumeister, Brauerei Schrems), Bettina Hering (Schauspieldirektorin, Salzburger Festspiele und Dramaturgin, „Literatur im Nebel“), Christian Hanus (Dekan Donau-Universität Krems), Alois Huber (Geschäftsführer Spar) und Ernst Wurz (Vorstandsvorsitzender „Waldviertel Akademie“ und Leiter bei Pollmann Austria).
6. Salon – Laa a.d. Laya (21. Mai 2019): Angelehnt an das 30-jährige Jubiläum der Öffnung des Eisernen Vorhangs, stand in diesem Salon die Gestaltung des gemeinsamen Lebens- und Wirtschaftsraums im Fokus. Zum Thema „Der Vorhang ist gefallen – erfolgreiche Grenzgänger“ waren folgende Gäste geladen Eva Rossmann (Autorin und Köchin), Thomas Pfeffer (Donau-Universität Krems), Wolfgang Brandstetter (Wirtschaftsuniversität Wien) und Radek Chvátal (Primar im Krankenhaus Znaim) und diskutierten mit EU-Landesrat Martin Eichtinger über die Chancen seit der Grenzöffnung.
2020
Die diesjährige Veranstaltung musste wegen der Corona-Pandemie um ein Jahr verschoben werden. Alle Festlichkeiten zum 25-Jahr-Jubiläum wurden somit auf 10. bis 12. Juni 2021 verschoben.
Trotzdem fanden dieses Jahr drei Salons in Vorbereitung auf das EFW statt:
1. Salon - Stift Melk (29. November 2019): Unter dem Thema „Glokalisierung - lokale Wurzeln, globaler Erfolg“ lud das EFW ein. Folgende Gäste diskutierten darüber, inwiefern Österreich von Landsleuten im Ausland profitieren könnte. Eingeladen wurden hierfür Martin Eichtinger (Landesrat & Präsident EFW), Abt Georg Wilfinger (Abt des Stiftes Melk), Patrick Strobl (Bürgermeister der Stadtgemeinde Melk), Petra Schneebauer (Botschafterin), Franz Renz (Professor an der Leibniz Universität Hannover & Marsforscher bei der NASA/USA), Martin Brem (Global Head of Music Portfolio für Red Bull), Markus Pollmann (Geschäftsführender Gesellschafter der Pollmann International GmbH).
2. Salon - Sitzenberg - Reidling (20. Januar 2020): Um zu klären wie es zu dem immer weiteren Metropolen Wachstum kommt und welches Potential das Landleben hat, lud das EFW zu einem weiteren Salon ein. Dieses Mal lud Landrat Martin Eichtinger folgende Gäste zum Gespräch ein: Christoph Weber (Bürgermeister der Gemeinde Sitzenberg-Reidling), Rosa Raab (Direktorin der HBLA Sitzenberg), Bruno Haberzettl (freier Zeichner, Illustrator und Karikaturist für die Kronen Zeitung), Stefan Heiglauer (Österreichische Post AG, Leiter Paket Österreich), Thomas Ratka (Vize-Rektor für Lehre und Wissenschaftliche Weiterbildung der Donau-Universität Krems), Elfriede Öllerer (Landwirtin) und Erich Planitzer (Obmann von „Unser G´schäft in Reinsberg“).
3. Salon - Online (4. März 2020): Der dritte Salon war die erste Online-Veranstaltung vom EFW. Hier wurde die Europäische Erweiterungspolitik im Spannungsfeld politischer Interessen angesprochen. Dabei lud der EFW vorwiegend unter dem Gesichtspunkt Heranführung Südosteuropas an die EU zur Diskussion ein. Zu den Gästen zählten unter Anderen Günther Ofner (Vorstandsdirektor, Flughafen Wien AG), Barbara Ascher (Vizepräsidentin Industriellenvereinigung NÖ), Claudia Crawford (Konrad-Adenauer-Stiftung Wien, Leiterin Multilateraler Dialog), Martin Selmayr (Leiter der Vertretung der Europäischen Kommission in Österreich), Monika Mott (OeAD, Leiterin Abteilung Auslandsstandorte und Sprache), Hannes Hecher (Managing Director/CEO, Schiebel Elektronische Geraete GmbH), Doris Burger (Wissenschaftliche Mitarbeiterin und Lehrgangsleiterin – Zentrum für Spezielle BWL, Donau-Universität Krems).
Zudem veranstaltete der Verein anlässlich zum diesjährigen Europatag (9. Mai 2020) einen Online-Live-Europatag im Zeichen der Jugend. Hier tauschten sich Pia Ahrenkilde Hansen (Generaldirektorin für Kommunikation der Europäischen Kommission), Margarete Schramböck (Bundesministerin für Digitalisierung und Wirtschaftsstandort) und Karoline Edtstadler (Bundesministerin für EU und Verfassung) interaktiv über die Zukunft der EU aus. Durch die Veranstaltung führte Moderatorin Silvia Schneider.

## Jugend im Europa-Forum

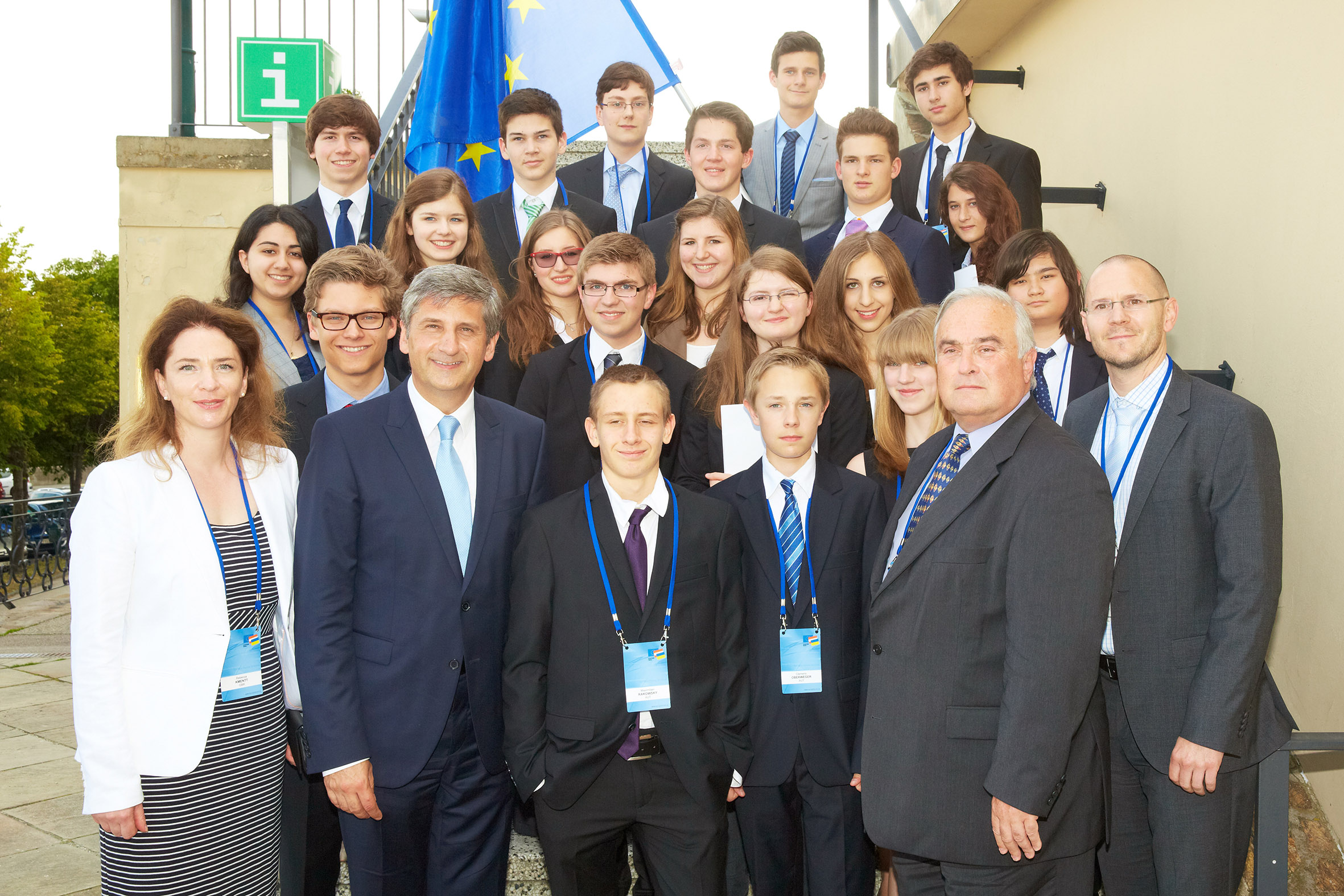
Außenminister Spindelegger (zweiter von links) im Jahr 2013 mit einer Schulklasse

Zum 10. Jubiläum des Europa-Forums Wachau im Jahr 2004 wurde von Johanna Mikl-Leitner, der damals amtierenden Landesrätin für Soziales, Arbeit und Familie in Niederösterreich ein Jugendplenum organisiert. Jugendliche zwischen 18 und 25 Jahren wurden aus allen damaligen 25 Mitgliedsstaaten zum Jugendplenum 2025 eingeladen. Man wollte das Engagement der Jugendlichen für das Thema Europa stärken und eine persönliche Kontaktaufnahme fördern.

„Einzeln sind wir Worte, gemeinsam ein Gedicht. Europa darf nicht ein Wort bleiben, Europa muss ein Gedicht werden“

Studierende der Fachhochschule St. Pölten erarbeiteten 2016 vier verschiedene PR-Konzepte für das Europa-Forum Wachau, die sich auf Social-Media-Maßnahmen und Presseaktivitäten vor, während und nach der Veranstaltung bezogen. Das Ziel war es, durch technische Möglichkeiten, die Botschaften des Europa-Forums breiter zu kommunizieren. Einige Maßnahmen wurden aus den Konzepten übernommen und umgesetzt.
Die Inhalte des Europa-Forums Wachau sind seit 2017 ebenfalls Gegenstand einer Lehrveranstaltung unter der Leitung von Friedrich Schipper und Rotraud A. Perner der Universität Wien gemeinsam mit Wikimedia Österreich, in der während der Veranstaltung in Göttweig die diskutierten Inhalte in enzyklopädischer Form zusammengefasst werden, sowie durch Übersetzungen in andere Sprachen diesem Forum zusätzlich die entsprechende informative Breite gegeben wird.
Mit dem neuen Umschwung seit Anfang 2019 wurde auch die Konzentration auf die Jugend ausgebaut. Vorwiegend auch internationale Studenten wurden mit dem Erasmus+ Programm zum Europa Forum Wachau eingeladen. Insgesamt 80 Studenten stellten im ersten Jahr des neuen Formats Startup-Pitches für ein geeintes Europa am Young High Flyer Eve (13. Juni 2019) vor. Der Hauptpreis von einem Interrail-Ticket im Wert von 800 Euro ging an Rebekka Dober.

„Die Studenten haben mit ihren Ideen ein starkes Bekenntnis für ein vereintes Europa abgelegt.“

Eine weitere Kooperation mit dem Erasmus+ Programm ist geplant, um somit mehr internationalen Studenten die Teilnahme an solchen Events zu ermöglichen.

## Digitalisierung
Mit dem neuen Format konsentierte sich das EFW auch auf eine stärkere Digitalisierung. Mit einer neuen Website und Facebook-Präsenz, sowie einem neuen Corporate Design und Logo. Seit April 2020 ist das EFW ebenfalls auf Instagram vertreten. Unter dem Hashtag #weEFW ruft der Verein ebenfalls zu Posts interagierender EU-Bürger auf, mit dem sie die Nachricht des gemeinsamen Europas verbreiten.

## Wikiversity

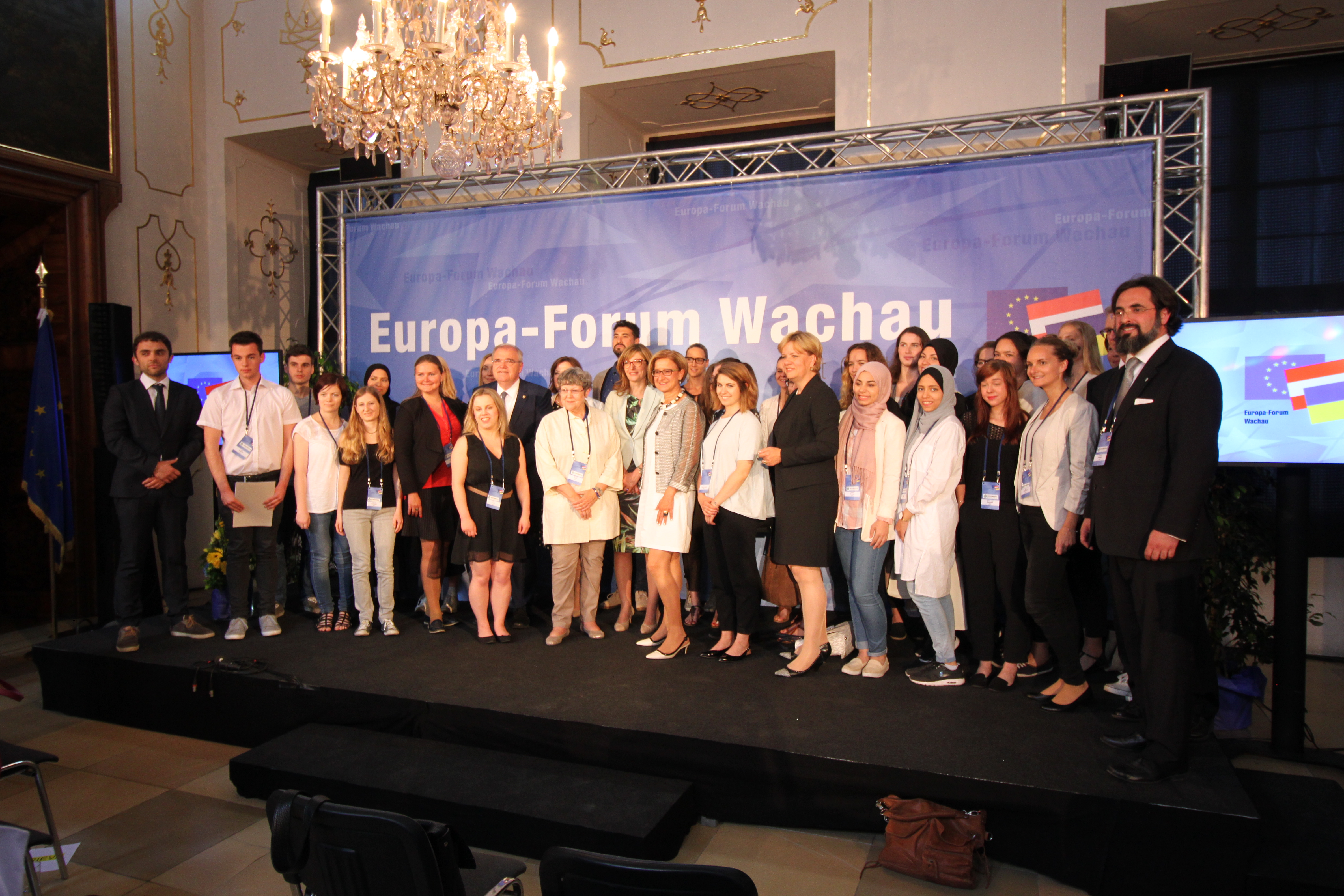
Vizekanzler Wolfgang Brandstetter mit Studierenden der Universität Wien der Kommunikationswissenschaft, die im Rahmen einer Übung mit Rotraud A. Perner und Friedrich Schipper das Europa-Forum Wachau 2017 besuchten. In der Mitte Landeshauptfrau Mikl-Leitner und Landesrätin Barbara Schwarz.

Vom Jahr 2017 bis zum Jahr 2021 bestand eine Lehrveranstaltungskooperation des Vereins Europa-Forum Wachau mit Wikimedia Österreich und der Studienprogrammleitung 22 Kommunikationswissenschaft der Universität Wien. Gegenstand der Kooperation war die Durchführung einer kommunikationswissenschaftlichen und kommunikationshistorischen Lehrveranstaltung zur politischen Kommunikation in der und über die Europäische Union. Der Lehrveranstaltungsleiter ist Friedrich Schipper, als Gastprofessoren und Gastreferenten waren tätig Rotraud A. Perner und Klaus Lojka, die Europa-Abgeordneten Lukas Mandl, Günther Sidl, die Publizisten und Politkommentatoren Paul Lendvai, Hubert Wachter, Martin Gebhart, und Christoph Haselmayer sowie die Bundesministerin für EU und Verfassung im Bundeskanzleramt, Karoline Edtstadler, die Geschäftsführerin des Europa-Forum Wachau Theresa Edtstadler u. a. Die Erträge der Studierenden wurden mit Unterstützung von Tutoren von Wikimedia Österreich als Wikiversity-Beiträge abgefasst und nach einem Review-Verfahren in die Wikipedia importiert.